# Siaosi Sovaleni
Siaosi Sovaleni, né le 28 février 1970, est un homme d'État et haut fonctionnaire tongien, Premier ministre du 27 décembre 2021 au 9 décembre 2024.

## Biographie

### Études
Fils de Langi Kavaliku (en) qui est le vice-Premier ministre des Tonga de 1991 à 2000, Siaosi Sovaleni est scolarisé à Timaru en Nouvelle-Zélande pour son enseignement secondaire. Très bon élève, obtenant de particulièrement bons résultats en anglais, en mathématiques et en sciences physiques, il est deuxième ligne pour l'équipe de rugby à XV de l'école ; ses camarades de classe l'appellent « George ».
Titulaire d'une licence en Informatique de l'université d'Auckland en 1992,  Siaosi Sovaleni obtient un Master dans ce même domaine à la prestigieuse université d'Oxford en Angleterre en 1994. En 1996 il devient directeur des technologies de l'information au ministère des Finances tongien, chargé de conseiller le gouvernement en matière de technologies de l'information et de la communication, et de présider à l'informatisation des services du ministère. Il occupe ce poste jusqu'en 2002, puis est nommé vice-secrétaire aux Finances, chargé des services aux entreprises. En octobre 2005, il devient conseiller en technologies de l'information et de la communication auprès de la Commission des sciences de la Terre appliquées du Pacifique Sud (SOPAC), organisme intergouvernemental régional. Dans le même temps, étant basé à Suva aux Fidji pour ce travail, il reprend ses études et obtient en 2008 un Master en Gestion des entreprises à l'Université du Pacifique Sud. En 2010, il est nommé responsable du programme de développement régional de ces technologies au sein de la Communauté du Pacifique, fonction qu'il exerce jusqu'en 2013.

### Entrée en politique
De février à avril 2013, il exerce brièvement les fonctions de vice-chef d'équipe du programme de résilience face au changement climatique auprès de la Banque asiatique de développement, puis est nommé directeur général des entreprises publiques aux Tonga. Il cesse ces fonctions pour se présenter comme candidat aux élections législatives de novembre 2014. Il est élu député sans étiquette à l'Assemblée législative, représentant la circonscription de Tongatapu 3. Il joue un rôle clef dans la formation du nouveau gouvernement, amenant la plupart des députés indépendants à soutenir le candidat du Parti démocrate, ʻAkilisi Pohiva. Élu Premier ministre par l'Assemblée, Pohiva nomme Sovaleni aux postes de vice-Premier ministre et de ministre de la Météorologie, de l'Énergie, de l'Information, de la Gestion des catastrophes naturelles, de l'Environnement, du Changement climatique et des Communications,. Accusé par le Premier ministre de déloyauté, il est limogé le 1er septembre 2017.
En septembre 2019, le nouveau Premier ministre Pohiva Tuʻiʻonetoa le nomme ministre de l'Éducation et de la Formation. 
En janvier 2021, le roi lui confère le titre de Huʻakavameiliku, également porté par son père.

### Premier ministre
À la suite des élections législatives de novembre 2021, le Premier ministre Tuʻiʻonetoa est désavoué par son gouvernement et c'est Siaosi Sovaleni qui est élu Premier ministre par l'Assemblée législative le 15 décembre, contre le député indépendant ‘Aisake ‘Eke qui a le soutien de Pohiva Tuʻiʻonetoa. Il est formellement fait Premier ministre par le roi Tupou VI le 27 décembre et son gouvernement entre en fonction le 29. 
En mai 2022, trois de ses principaux ministres perdent chacun leur siège de député, et de ce fait leur ministère, étant reconnus coupables de corruption électorale par le Cour suprême. Il s'agit du vice-Premier ministre Poasi Tei, du ministre des Finances Tatafu Moeaki (en) et du ministre de l'Intérieur Sangster Saulala (en).
Le 2 février 2024, le roi Tupou VI prétend lui retirer le ministère de la Défense et limoger la ministre des Affaires étrangères et du Tourisme Fekitamoeloa ʻUtoikamanu. L’attorney general (conseiller juridique du gouvernement) rappelle toutefois que la Constitution des Tonga ne permet au roi de destituer des ministres qu'à la demande du Premier ministre, ainsi que de destituer le Premier ministre si celui-ci perd un vote de confiance à l'Assemblée,,. Le Premier ministre cède toutefois le 4 avril, renonçant au ministère de la Défense, limogeant Fekitamoeloa ʻUtoikamanu et nommant Viliame Latu ministre du Tourisme. Personne n'est nommé nouveau ministre des Affaires étrangères ni de la Défense, mais le prince héritier  Tupoutoʻa ʻUlukalala exerce ces fonctions par intérim.
Le 9 décembre, le Premier ministre Sovaleni démissionne « avec effet immédiat », évitant ainsi une motion de défiance que souhaitait déposer l'opposition menée par ‘Aisake ‘Eke. Lors d'un bref entretien avec la presse, il précise ne toujours pas savoir pourquoi le roi lui a retiré la responsabilité de la défense nationale, ni si cette décision du roi est l'origine de la motion de défiance à son encontre.